# گوا موسانگ
گوا موسانگ يا غارستان (به لاتین: Gua Musang، جاوى زبان:ڬوا موسڠ) یک منطقهٔ مسکونی در مالزی است که در کلانتان واقع شده‌است.